# Rabiea
Genre
Classification phylogénétique
Rabiea N.E.Br. est un genre de plante de la famille des Aizoaceae.
Rabiea N.E.Br., in Gard. Chron., ser. 3, 88: 279 (1930), in clave ; et in Gard. Chron., ser. 3, 89: 53 (1931) [descr. ampl.]
Type : Rabiea albinota (Haw.) N.E.Br. (Mesembryanthemum albinotum Haw.)

## Liste des espèces
- Rabiea albinota (Haw.) N.E.Br.
- Rabiea albipuncta (Haw.) N.E.Br.
- Rabiea carolinensis (L.Bolus) N.E.Br.
- Rabiea cibdela (N.E.Br.) N.E.Br. & N.E.Br.
- Rabiea comptonii (L.Bolus) L.Bolus
- Rabiea difformis (L.Bolus) L.Bolus
- Rabiea jamesii (L.Bolus) L.Bolus
- Rabiea lesliei N.E.Br. & N.E.Br.
- Rabiea tersa N.E.Br. & N.E.Br.